# 2009-es magyar fedett pályás atlétikai bajnokság
A 2009-es magyar fedett pályás atlétikai bajnokság a 36. bajnokság volt. A többpróba számait március 7–8-án tartották a Syma Csarnokban.
A női 60 méteres síkfutás döntőjében Rózsa Zsófia és Komiszár Kriszta ezredmásodpercre azonos időt ért el. A bajnoki címet egy külön futamban döntötték el, ahol Rózsa (7,48) nyert Komiszár (7,55) előtt.

## Eredmények

### Férfiak
| Versenyszám      | Arany                                                     | Arany    | Ezüst                                                              | Ezüst    | Bronz                                                                 | Bronz    |
| ---------------- | --------------------------------------------------------- | -------- | ------------------------------------------------------------------ | -------- | --------------------------------------------------------------------- | -------- |
| 60 m             | Németh Gergely Ferencvárosi TC                            | 6,73     | Miklós Péter Bp. Honvéd                                            | 6,80     | Németh Roland Ferencvárosi TC                                         | 6,81     |
| 200 m            | Resán Gergely NyVSC-Nyírsuli                              | 21,96    | Godaish Martin Lelkesedés SK                                       | 22,09    | Vas Dávid Bp. Honvéd                                                  | 22,25    |
| 400 m            | Bartha László VEDAC                                       | 48,09    | Takács Dávid VEDAC                                                 | 48,11    | Kovács Zoltán Mohácsi TE                                              | 48,84    |
| 800 m            | Takács Dávid VEDAC                                        | 1:48,87  | Szemeti Péter Újpesti TE                                           | 1:49,38  | Kállay Dániel VEDAC                                                   | 1:50,76  |
| 1500 m           | Bene Barnabás Pécsi FK                                    | 3:46,16  | Szemeti Péter Újpesti TE                                           | 3:48,24  | Csillag Balázs AC Szekszárd                                           | 3:50,14  |
| 3000 m           | Bene Barnabás Pécsi FK                                    | 7:59,86  | Minczér Albert VEDAC                                               | 8:00,00  | Tóth László Pécsi FK                                                  | 8:19,00  |
| 4 × 400 m        | Takács Dávid Bartha László Doma Csaba Kállay Dániel VEDAC | 3:17,34  | Armuth Gábor Antalóczi Csaba Benyhe Miklós Wagner Gábor Ikarus BSE | 3:21,28  | Csikós Gergely Horváth Vince Kolesza Gergő Kovács László Gödöllői EAC | 3:21,81  |
| 60 m gát         | Baji Balázs Békéscsabai AC                                | 7,87     | Palágyi Gergely Bp. Honvéd                                         | 7,89     | Ecsedi Gergő ASE                                                      | 8,23     |
| 5000 m gyaloglás | Dudás Gyula MISI SC                                       | 20:37,94 | Novák László Bp. Honvéd                                            | 20:40,70 | Darabos Balázs TFSE                                                   | 22:35,70 |
| magasugrás       | Pál Robin MISI SC                                         | 2,09 m   | Bolgár Zoltán Tiszaújvárosi SCFajoyomi Viktor Gödöllői EAC         | 2,05 m   |                                                                       |          |
| rúdugrás         | Váczi János Zalaegerszegi AC                              | 5,30 m   | Skoumal Péter Debreceni SC-SI                                      | 5,10 m   | Szabó Dezső Bp. Honvéd                                                | 5,10 m   |
| távolugrás       | Szabó Attila Debreceni SC-SI                              | 7,27 m   | Vén Ferenc NyVSC-Nyírsuli                                          | 7,17 m   | Bánhidi Bence TFSE                                                    | 7,14 m   |
| hármasugrás      | Tölgyesi Péter Dunakeszi VSE                              | 15,33 m  | Ungvári Péter KSI                                                  | 14,85 m  | Kiss Dániel KSI                                                       | 14,69 m  |
| súlylökés        | Kürthy Lajos Mohácsi TE                                   | 19,84 m  | Páli Viktor VEDAC                                                  | 16,85 m  | Gulyás Norbert Bp. Honvéd                                             | 16,40 m  |
| hétpróba         | Szabó Attila Debreceni SC-SI                              | 5623     | Skoumal Péter Debreceni SC-SI                                      | 5486     | Kasper István Zalaegerszegi AC                                        | 4991     |

### Nők
| Versenyszám      | Arany                                                             | Arany    | Ezüst                                                          | Ezüst    | Bronz                                                                        | Bronz    |
| ---------------- | ----------------------------------------------------------------- | -------- | -------------------------------------------------------------- | -------- | ---------------------------------------------------------------------------- | -------- |
| 60 m             | Rózsa Zsófia BEAC                                                 | 7,55     | Komiszár Kriszta Gödöllői EAC                                  | 7,55     | Pál Edina Pécsi VSK                                                          | 7,58     |
| 200 m            | Petráhn Barbara Szolnoki MÁV                                      | 24,45    | Komiszár Kriszta Gödöllői EAC                                  | 24,87    | Lóránd Lilla VEDAC                                                           | 24,96    |
| 400 m            | Petráhn Barbara Szolnoki MÁV                                      | 54,16    | Varga Bianka Bp. Honvéd                                        | 55,19    | Lóránd Lilla VEDAC                                                           | 55,75    |
| 800 m            | Gyürkés Viktória Ikarus BSE                                       | 2:10,06  | Kenesei Zsanett BEAC                                           | 2:11,09  | Czebei Réka Favorit AC                                                       | 2:12,98  |
| 1500 m           | Papp Krisztina Újpesti TE                                         | 4:24,02  | Czebei Réka Favorit AC                                         | 4:32,87  | Kácser Zita Pécsi FK                                                         | 4:34,52  |
| 3000 m           | Kácser Zita Pécsi FK                                              | 9:50,97  | Molnár Barbara MAC-Népstadion                                  | 9:53,24  | Szederkényi Takács Andrea Vasas                                              | 10:01,88 |
| 4 × 400 m        | Bartha Zsóka Bobcsek Emese Novák Fruzsina Varga Bianka Bp. Honvéd | 3:50,19  | Farsang Evelin Lóránd Lilla Kovács Regina Pernesz Zsófia VEDAC | 4:00,85  | Simonfy Mariann Molnár Renáta Domiter Eszter Némethy Zsófia Zalaegerszegi AC | 4:03,02  |
| 60 m gát         | Juhász Fanni Zalaegerszegi AC                                     | 8,40     | Demeter Klaudia Zalaegerszegi AC                               | 8,67     | Juhász Lilla Haladás VSE                                                     | 8,75     |
| 3000 m gyaloglás | Gerendási Eszter BEAC                                             | 13:08,46 | Kriván Berta BEAC                                              | 13:36,15 | Kernács Krisztina Bp. Honvéd                                                 | 13:55,94 |
| magasugrás       | Babos Rita Alba Regia AK                                          | 1,86 m   | Szabó Barbara Újpesti TE                                       | 1,83 m   | Farkas Györgyi Bp. Honvéd                                                    | 1,76 m   |
| rúdugrás         | Erős Enikő Ferencvárosi TC                                        | 4,10 m   | Horváth Felicia Bp. HonvédKoppány Gabriella Bp. Honvéd         | 3,90 m   |                                                                              |          |
| távolugrás       | Babos Rita Alba Regia AK                                          | 6,18 m   | Takács Debóra Újpesti TE                                       | 6,04 m   | Vörös Orsolya Debreceni SC-SI                                                | 6,02 m   |
| hármasugrás      | Babos Rita Alba Regia AK                                          | 13,50 m  | Szirbucz Andrea KSI                                            | 12,82 m  | Ajkler Zita Vasas                                                            | 12,49 m  |
| súlylökés        | Márton Anita Békéscsabai AC                                       | 17,06 m  | Dívós Katalin Dobó SE                                          | 13,79 m  | Bácskay Márta Continent Company                                              | 13,54 m  |
| ötpróba          | Farkas Györgyi Bp. Honvéd                                         | 4190     | Vörös Orsolya Debreceni SC-SI                                  | 3954     | Demeter Klaudia Zalaegerszegi AC                                             | 3736     |